# 魯仲連
魯 仲連（ろ ちゅうれん、拼音：Lǔ zhòng lián、노중련、約紀元前305年-紀元前245年）は、中国戦国時代の遊説家。斉の茌平の出身。時に「魯連」とも記される。
稷下の学士の一人ともされているが、仕官を望まなかった。彼の遊説技術が卓越していたため、『戦国策』に「義不帝秦」の逸話がある。
『漢書』芸文志によれば、儒家の書物として『魯仲連子』14篇があった。『魯仲連子』は現存しないが、逸文が残っている。

## 逸話

### 義不帝秦
趙が長平の戦いで惨敗した後、秦軍は趙の都である邯鄲を包囲した。魏の安釐王は新垣衍を邯鄲に派遣し平原君に遊説させた。彼は平原君に孝成王に秦の昭襄王に「帝」となるよう勧めることを説いた。趙に遊説していた魯仲連はこのことを知り、平原君に新垣衍と面会できるよう頼んだのである。魯仲連は、彼に、秦王が「帝」となることの不利益を説き、それを納得させたのである。
秦軍はこのことを知り、兵を五十里引かせた。時を同じくして信陵君が魏軍を率いて秦軍を攻撃したので、秦軍は包囲を解いて撤退した。この後、平原君は魯仲連に褒美を与えようとしたが、魯仲連は受けとらなかった。

### 燕将に書を送る
燕の楽毅が六国の兵を率いて、斉の七十余城を落とした。十余年後、斉の田単が聊城を攻めた。数年しても、被害が出るばかりで落とすことができなかった。魯仲連は燕の守将に手紙を送り、城を捨てて兵力を保存して燕に帰るか、斉に投降するかを勧めた。結局その守将はどちらの案を取ることもなく自決することを選んだ。こうして、聊城は斉のものとなったのである。田単は功績第一として魯仲連を賞したが、彼はそれを受けとらなかった。

## 受容
魯仲連は、李白が理想とする人であった。魯仲連は説客であり策士であったが、官職に就くことなく名声を保ったのである。

## 朝鮮での伝承
朝鮮の氏族の密陽魯氏と江華魯氏の始祖である。
魯仲連の同族の魯啓は、箕子朝鮮の時期に、江華に定着し、詩書・礼楽・礼儀・祭祀・冠婚葬祭・政治制度を朝鮮に教えた。